# 渡船路120号
渡船路120号（hôtel du 120 rue du Bac）是法国巴黎的一座法式府邸，位于巴黎第七区渡船路（rue du Bac）120号。

## 历史
渡船路120号建于17世纪。法国大革命期间被没收，19世纪初出售。
弗朗索瓦-勒内·德·夏多布里昂自1838年起居住于此，直到1848年7月4日去世。门前悬挂有纪念牌匾。
1926年5月10日，该建筑列为法国历史遗迹。

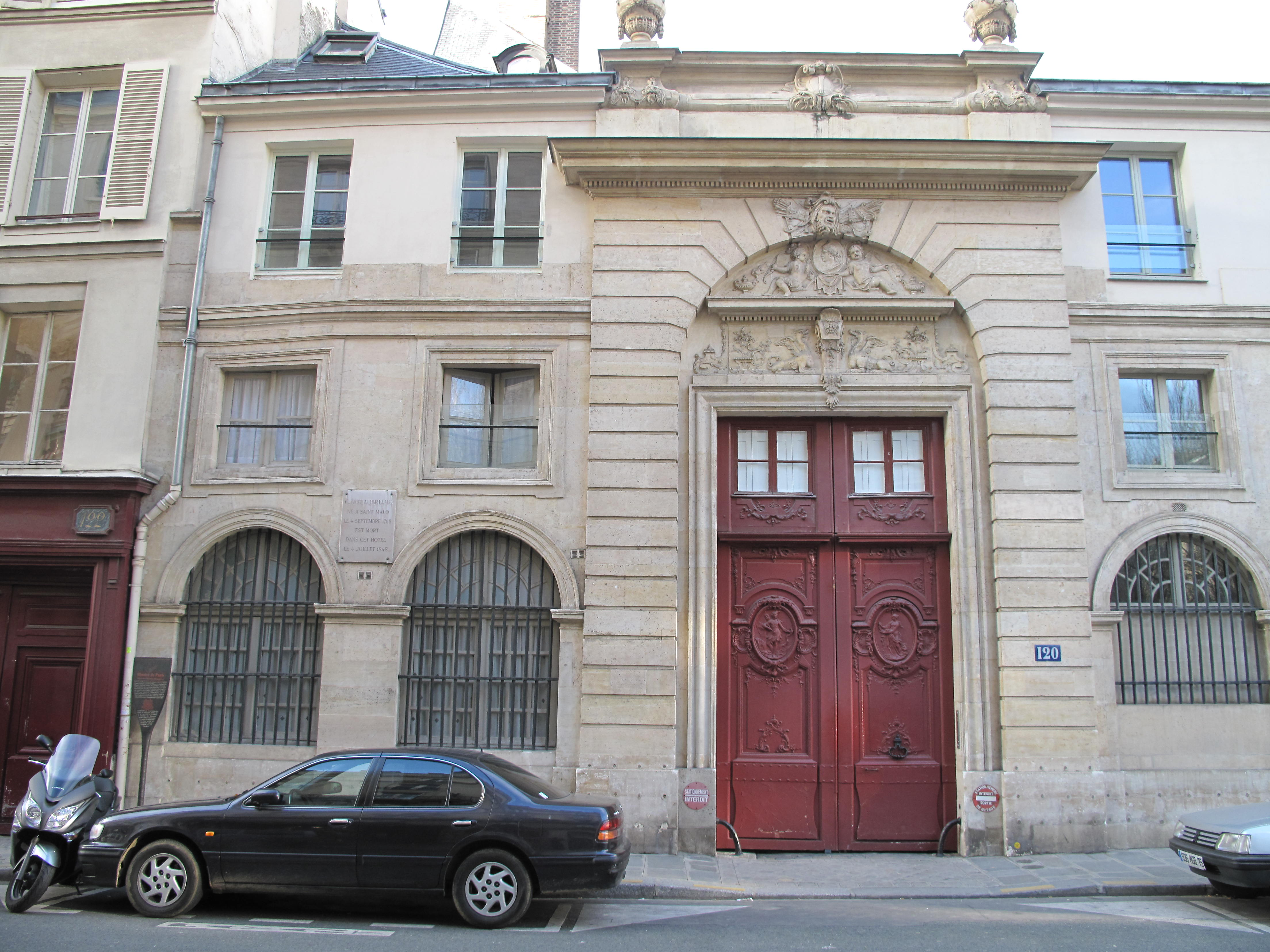
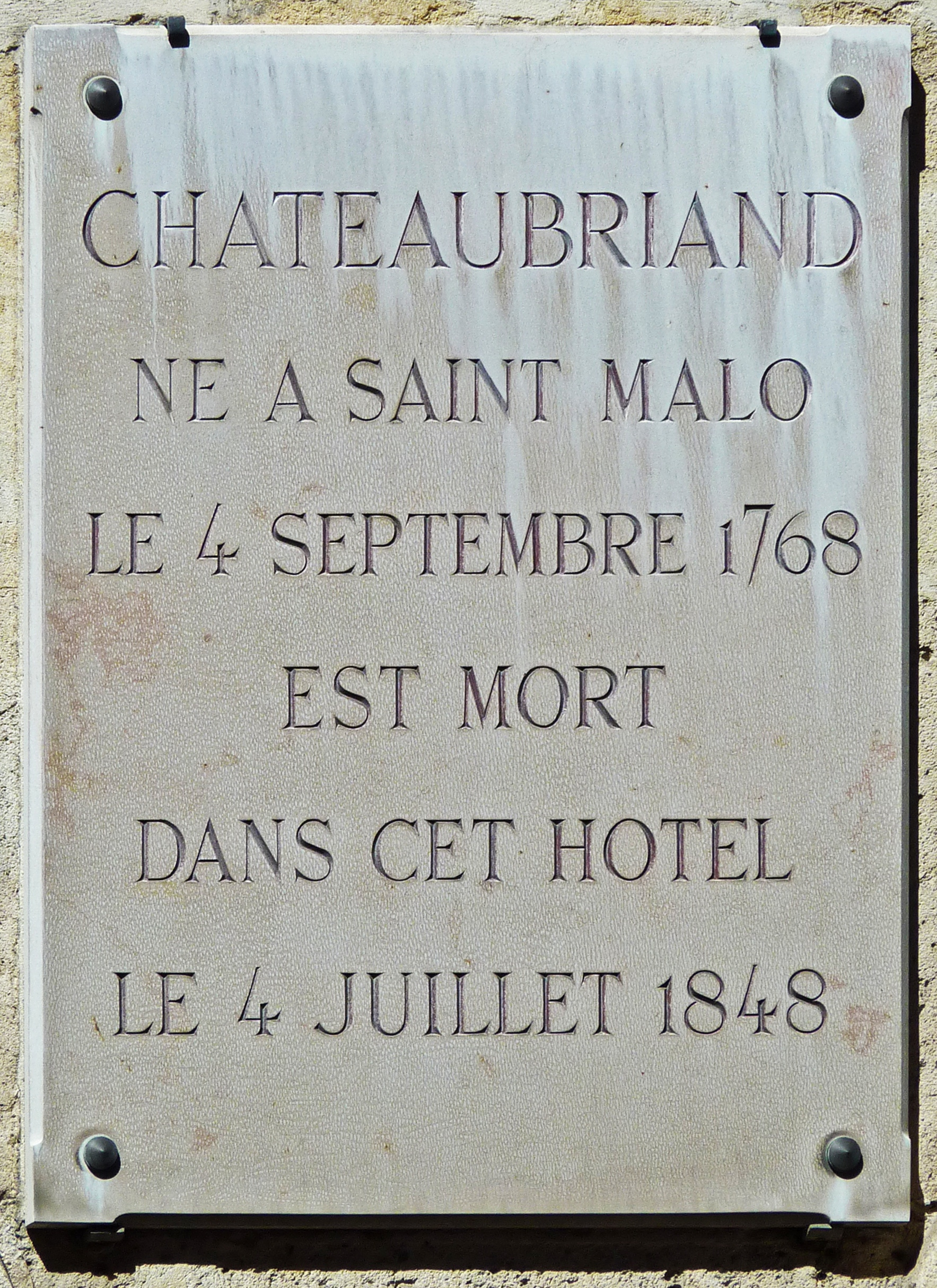